# Charon (Mythologie)

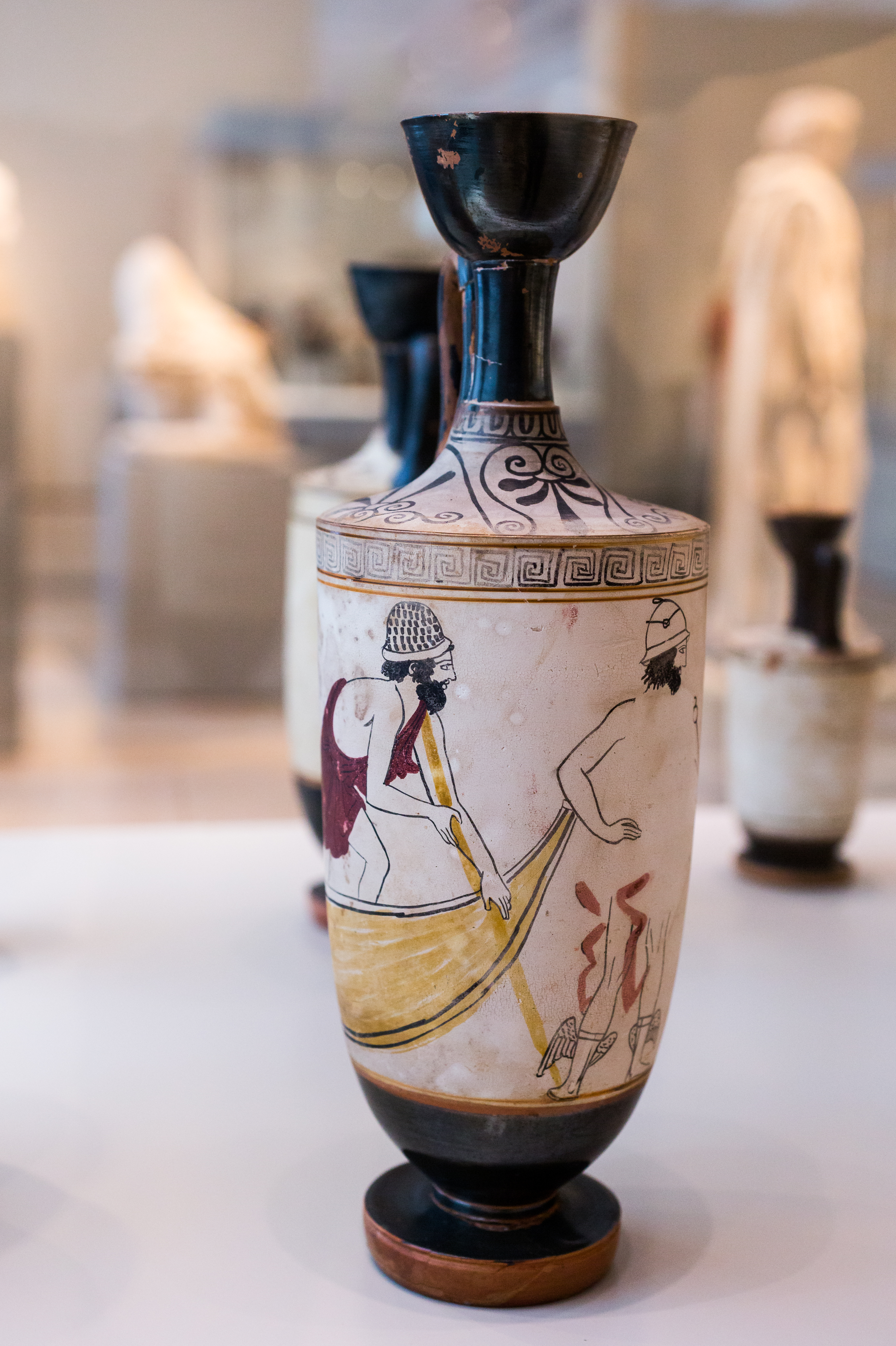
Charon und Hermes auf einem weißgrundigen Lekythos (um 450 v. Chr.)

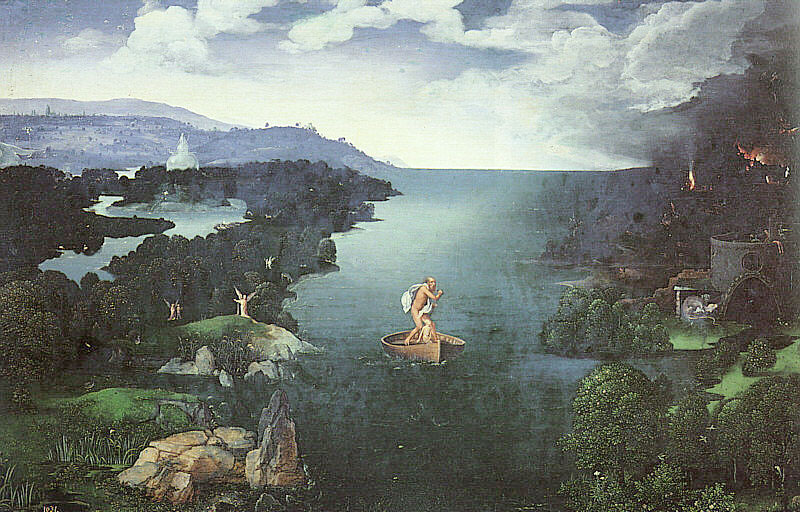
Joachim Patinir: Überfahrt in die Unterwelt
(1515–1524; Museo del Prado, Madrid)

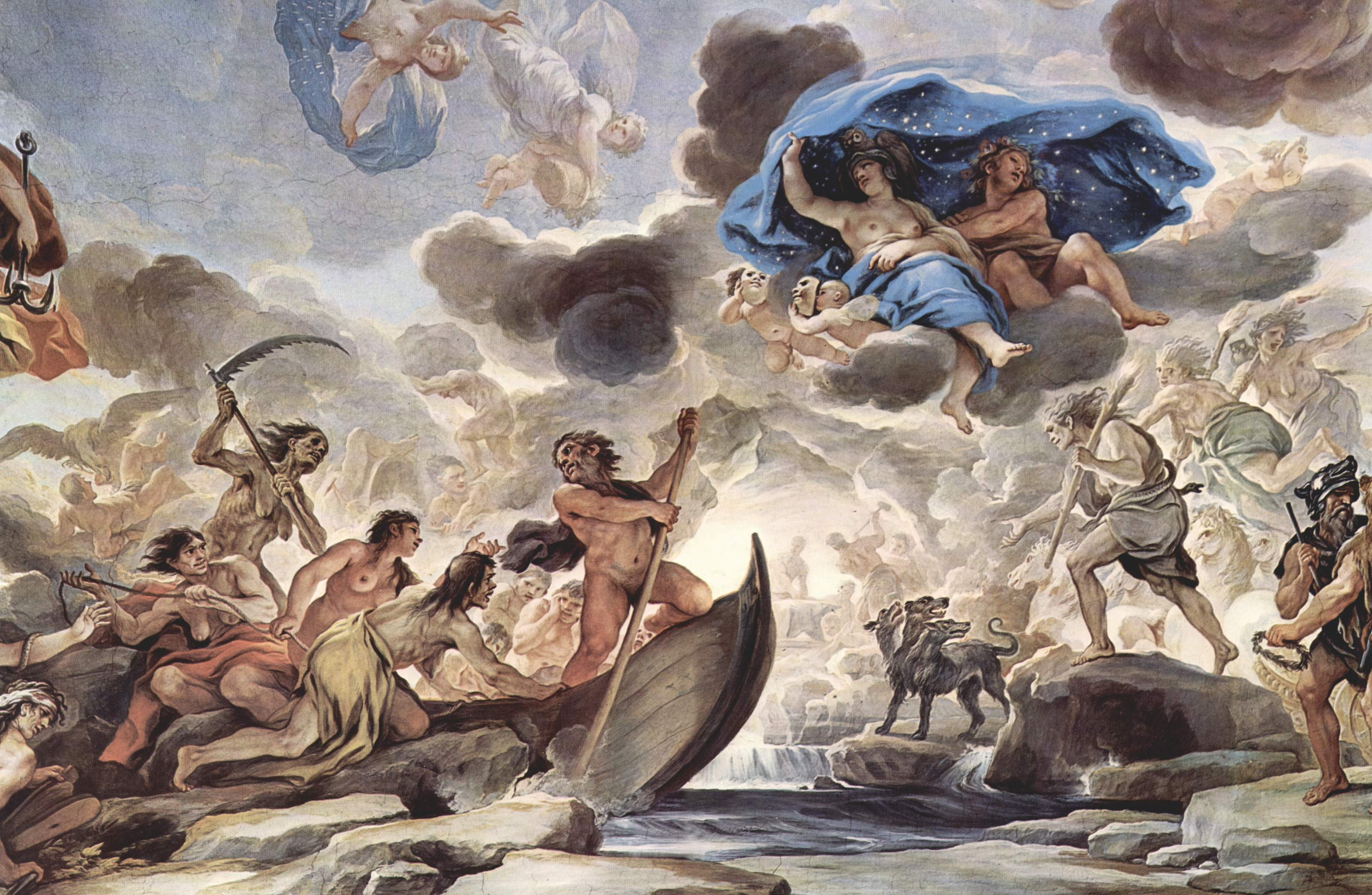
Luca Giordano: Die Barke des Charon, Fresko in der Galerie des Palazzo Medici Riccardi, Florenz (1684–1686)

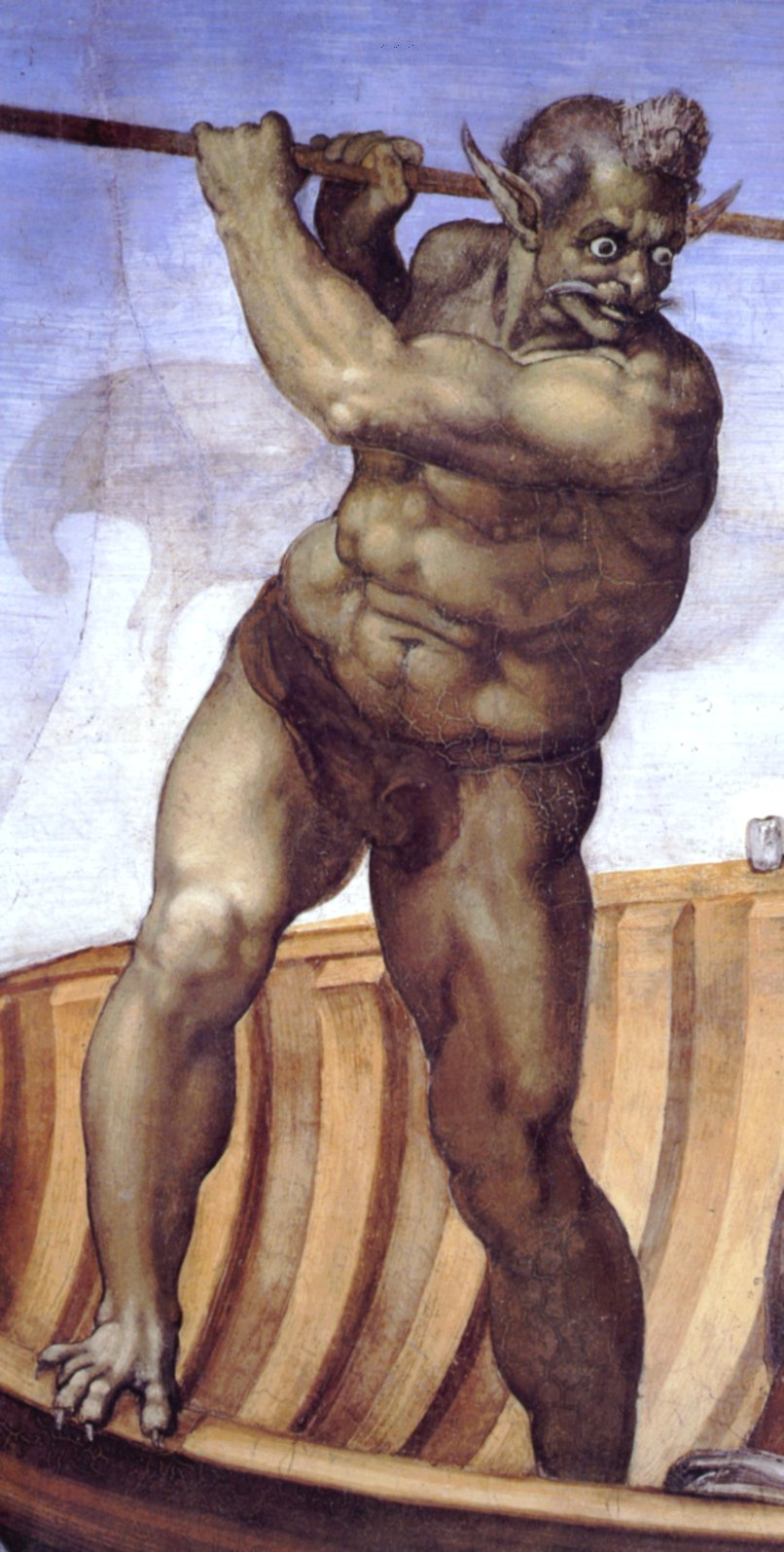
Charon treibt die Verdammten aus seinem Boot in die Hölle, Detail aus Michelangelos Jüngstem Gericht (1536–1541), Fresko in der Sixtinischen Kapelle, Vatikan

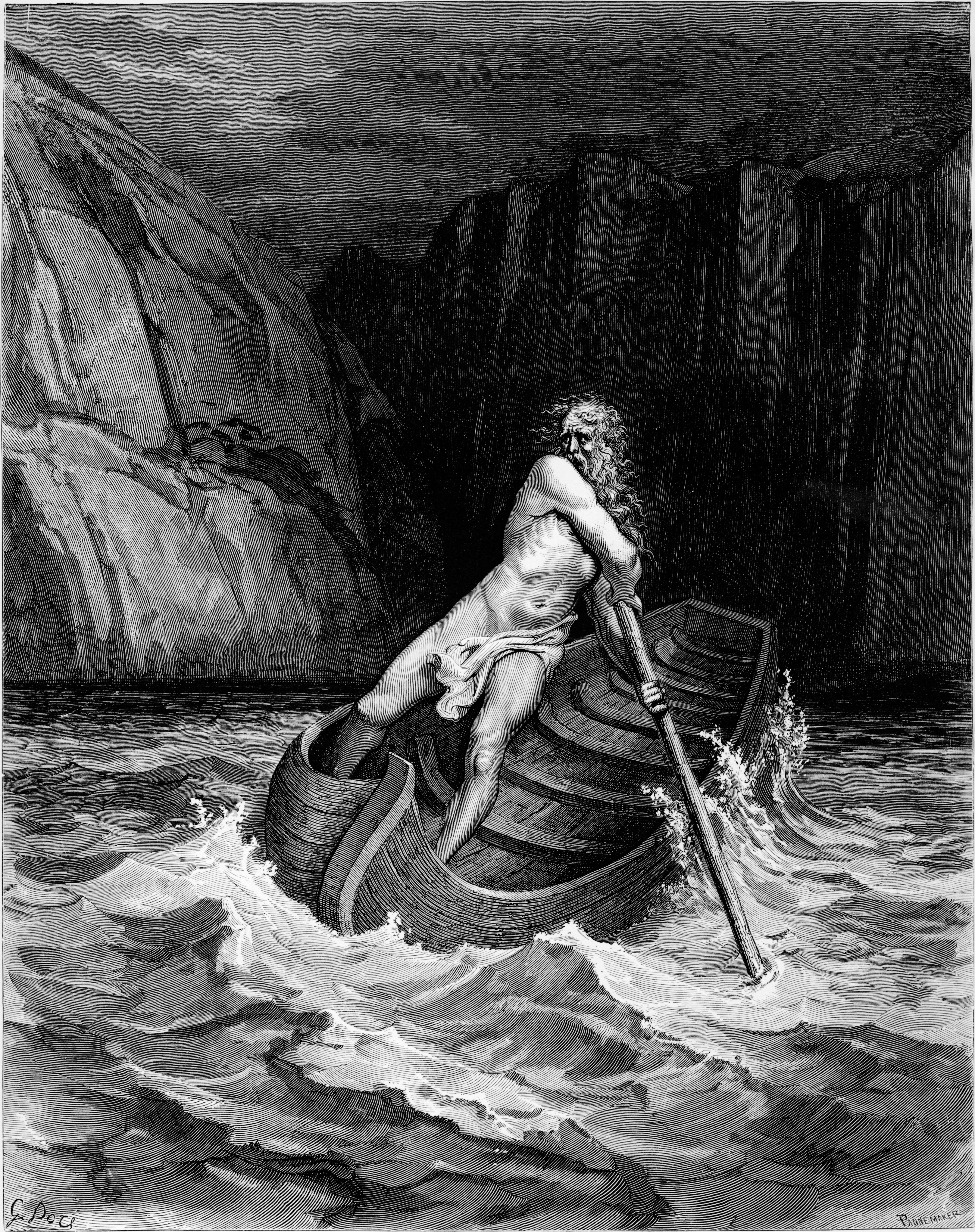
Gustave Doré: Illustration des Charon aus Dante Alighieris Göttlicher Komödie (1861)

Charon (IPA: [ˈçaːʁɔn]; altgriechisch Χάρων Chárōn, Kurzform zu χαροπός charopós, deutsch ‚mit funkelnden Augen‘) ist in der griechischen und römischen Mythologie der düstere, greise Fährmann, der die Toten für einen Obolus (Münze) in einem Boot über den Totenfluss – meist den Acheron, häufig werden auch die Flüsse Lethe und Styx genannt – bringt, damit sie ins Reich des Hades, des Herrschers der Unterwelt, gelangen.
Die dem Fährmann gewidmeten, meist in Höhlen oder Felsöffnungen gelegenen Kultstätten werden als Charoneia bezeichnet.

## Mythos
Charon bringt die Toten über den Totenfluss zum Eingang des Hades. Auf die Fähre dieses unbestechlichen Fährmannes darf nur, wer die Begräbnisriten empfangen hat und wessen Überfahrt mit einer Geldmünze, dem sogenannten „Charonspfennig“ (Obolus), bezahlt worden ist. Diese Münzen bekommen die Toten unter die Zunge gelegt. Dem Mythos zufolge verwehrte Charon unbestatteten Toten den Zugang, sodass sie hundert Jahre am Ufer des Flusses als Schatten umherirren müssten, bis er ihnen die Überfahrt gestattete. Der Nennung von Erebos und Nyx als Eltern des Charon in neuzeitlicher Literatur begegnet man erstmals bei Giovanni Boccaccio sowie bei Natale Conti. Dies entbehrt jeder Grundlage.
Die erste Erwähnung von Charon in der griechischen Literatur ist ein durch Pausanias als Fragment überliefertes episches Gedicht namens Minyas.

## Darstellungen
Griechen und Römer dachten sich Charon als einen finsteren und grämlichen Alten, mit einem dunklen Schifferkittel bekleidet, wie er zum Beispiel auf dem Gemälde des Polygnotos in der Lesche der Knidier in Delphi zu sehen war und vielfach auch auf attischen Vasenmalereien abgebildet ist. Auf etruskischen Grabmalereien jedoch wird Charon als scheußlicher Todesdämon abgebildet.

## Charon bei den Etruskern
Die Etrusker kannten den Gott Charun, eine Art von Würger mit halbtierischem Äußeren und mit einem großen Hammer bewaffnet. Er war Krieger wie auch Wache am Eingang an der Grabpforte und geleitete die Verstorbenen in die Unterwelt wie der griechische Hermes.

## Rezeption
- Erwähnung findet Charon in der antiken Literatur unter anderem bei Euripides,[9] Aristophanes,[10] Vergil,[11] Ovid[12] und Seneca.[13]
- In Lukians Charon oder die Betrachtung der Welt (Χάρων ἢ ἐπισκοποῦντες) ist er Titelfigur, außerdem erscheint er in dessen Totendialogen.[14]
- Dante Alighieri übertrug die Figur des Charon in seiner Göttlichen Komödie in die christliche Bilderwelt.
- In der Novelle Der Tod in Venedig von Thomas Mann tritt Charon in der Gestalt des Gondoliere auf, der den Protagonisten Aschenbach über die Lagune zum Lido fährt.
- In Renaissance und Humanismus werden Charon und die Totenbarke auch zu Motiven der christlichen Kunst und der Literatur.

- In Friedrich Dürrenmatts Werk Der Richter und sein Henker wird das Auto des erschossenen Polizisten Schmied in Anspielung auf die mythologische Bedeutung der „blaue Charon“ genannt.
- In den Liedern der Neugriechen lebt Charon fort als Charos oder Charontas, der strenge, mürrische Greis, der wie ein schwarzer Vogel als „Todesengel“[15] auf sein Opfer niederschießt, oder als fliegender Reiter die Scharen der Verstorbenen durch die Lüfte zum Totenreich führt.
- Nach Charon ist der Mond Charon des Zwergplaneten Pluto benannt.